# Duluth and Iron Range Railroad
Le Duluth and Iron Range Railroad (sigle de l'AAR: D&IR)   était un chemin de fer américain de classe I qui fut fondé en 1874.

## Histoire
Le Duluth and Iron Range Railroad est créé le 21 décembre 1874, le premier train de minerai de fer circule sur la ligne principale entre Two Harbors et Soudan, Minnesota, sur une distance totale de 109 km, en juillet 1884.
En 1886, un embranchement est créé entre Tower Junction à Tower, MN et une ligne est réalisée entre Two Harbors et Duluth. La ligne de Tower à Ely est ouverte en 1888. Puis des branches et prolongements sont réalisés : la branche de Biwabik, à Eveleth et Virginia ; la branche est de Mesaba, en 1910 ; le prolongement du lac Burntside en 1913 ...
En juillet 1938, il fusionna avec le Duluth, Missabe and Northern Railway pour former le Duluth, Missabe and Iron Range Railway.